# Neo Geo
Neo Geo – konsola gier wideo stworzona przez firmę SNK w 1990 roku.
Początkowo pojawił się jako MVS, czyli Multi Video System będący automatem do gier mogącym umieścić sześć różnych gier w jednej kabinie.Następnie został udostępniony na rynek jako AES, czyli Advanced Entertainment System, spełniającej funkcję konsoli domowej oferującej kolorową grafikę 2D oraz dźwięk wysokiej jakości. 
Zostały na nią wydane 154 gry. Jako nośnika danych używała kartridży. W następnej generacji konsol, w 1994 roku pojawiło się Neo Geo CD – ze specyfikacją techniczną taką, jak w zwykłym Neo Geo, wykorzystujące jako nośnik płyty CD.
System MVS był najpopularniejszym typem automatu w Polsce, spośród tych z wymiennymi kartridżami. Jako konsola domowa, system trafił do Polski w postaci Neo Geo CD na początku 1996 roku, a sprzedażą zajmowało się Consumer Electronics Trade. 
W 2009 roku Neo Geo zostało umieszczone na 19 miejscu na liście najlepszych konsol w historii, stworzonej przez IGN
Najrzadszą grą na ten system (a także jedną z najrzadszych na świecie) jest Kizuna Encounter w wersji PAL – wyprodukowano tylko 12 kopii, z czego 7 jest zaginionych
(prawdopodobnie zniszczone).